# Saxifraga columpoda
Saxifraga columpoda är en stenbräckeväxtart som beskrevs av Holubec. Saxifraga columpoda ingår i Bräckesläktet som ingår i familjen stenbräckeväxter. Inga underarter finns listade i Catalogue of Life.